# جيمس ر. لويد
جيمس ر. لويد (بالإنجليزية: James R. Lloyd) هو سياسي أمريكي، ولد في 27 يناير 1950 في فيلادلفيا في الولايات المتحدة، وتوفي في 18 أغسطس 1989. حزبياً، نشط في الحزب الديمقراطي. وقد انتخب عضو مجلس ولاية بنسيلفانيا.